# Strom (mytologický symbol)
Strom byl v mnoha dávných civilizacích, kulturách a náboženstvích ať už jako rostlina či mytologický symbol významným předmětem uctívání a rovněž místem pro nejrůznější obřady, modlitby a meditace, které provázely každodenní duchovní život mnoha kultur, kmenů a národů po celém světě, jenž této rostlině přisuzovaly hluboký duchovní význam a často také léčivou moc. Stromům se v minulosti zasvěcovaly rozsáhlé háje, popř. celé lesy a tato místa se poté stávala centrem s vysokou koncentrací energie a léčitelství.
Stálezelené stromy byly vnímány jako obraz plodnosti, nesmrtelnosti nebo také znovuzrození. V jejich hlubším duchovním chápání nabývaly stromy ještě vyšších významů a funkcí. Jednou z nich byla funkce světové osy – axis mundi (→ strom světa). Strom dále poskytoval množství životodárných i léčivých plodů a mimo jiné i jednu velmi důležitou surovinu – dřevo (→ strom života). Byl s ním spojován také čas, v době kamenné např. střídání letního a zimního slunovratu. A v neposlední řadě byl strom uctíván jako spojnice mezi pozemskými a nebeskými říšemi, jako místo "vyššího vnuknutí" nebo jako zdroj nezměrné moudrosti a poznání (→ strom vědění).
Tyto tradiční aspekty posvátného stromu můžeme v nejrůznějších formách nalézt zejm. v mytologii, ale také v mnoha světových náboženstvích, jak polyteistických, tak i v monoteistických.

## Tradiční aspekty

### Strom světa
Strom světa, popř. světový strom lze považovat za základní význam posvátného stromu. Tento aspekt se nejčastěji objevuje v mýtech o stvoření světa. Podle těchto mýtů na počátku nebylo nic, jen jeden maličký bod, který praskl v oslnivé explozi. Poté se začal bod rozpínat nejprve ve vertikální linii a nabyl tak funkce světové osy (→ axis mundi). Pak následovalo rozpínání v horizontální linii a bod se tak stal celý svět objímajícím stromem světa. Ten byl uctíván i coby spojnice pozemských a vyšších nebeských říší nebo přímo jako sídlo nebeských božstev. Stromy se díky tomuto významu staly vhodnými místy pro nejrůznější obřady, rituály, modlitby, věštby, meditaci či shromáždění.

### Strom vědění
Aspekt stromu vědění pravděpodobně pramení z předchozího aspektu stromu světa, díky kterému bývaly stromy často označovány jako "místa vyššího vnuknutí", na kterých bylo možno dosáhnout nepředstavitelných vědomostí a moudrosti. Duchovní zde v posvátných hajích rozmlouvali se stromovými božstvy, prováděli zde věštby a prorokovali.
Jiného významu nabývá strom vědění v křesťanství a judaismu, kde se vyskytuje v podobě stromu poznání dobra a zla, který se stal příčinou prvotního hříchu a pádu prvních lidí (→ Adam a Eva).

### Strom života
Třetím tradičním aspektem je strom života, který může zahrnovat více významů. Základní význam vychází z funkce stromu jako zdroje životodárné potravy, léčivých plodů, kterými se živí i sami bohové a důležité stavební suroviny – dřeva.

## Strom v mytologii

### Mladší doba kamenná
V pravěkém období Neolitu (neboli mladší doby kamenné) byl strom spojován především s časem. Ten pro soudobého člověka znamenal střídání dne a noci, měsíčního měsíce a slunečního roku. Brzy byl člověk schopen odhalit dva extrémní body, které z těchto rytmů vyplývaly a každý rok se opakovaly. Byly jimi zimní slunovrat (s nejdelší nocí a nejkratším dnem) a letní slunovrat (s nejdelším dnem a nejkratší nocí). Tyto body dělí rok na přibývající a ubývající polovinu.

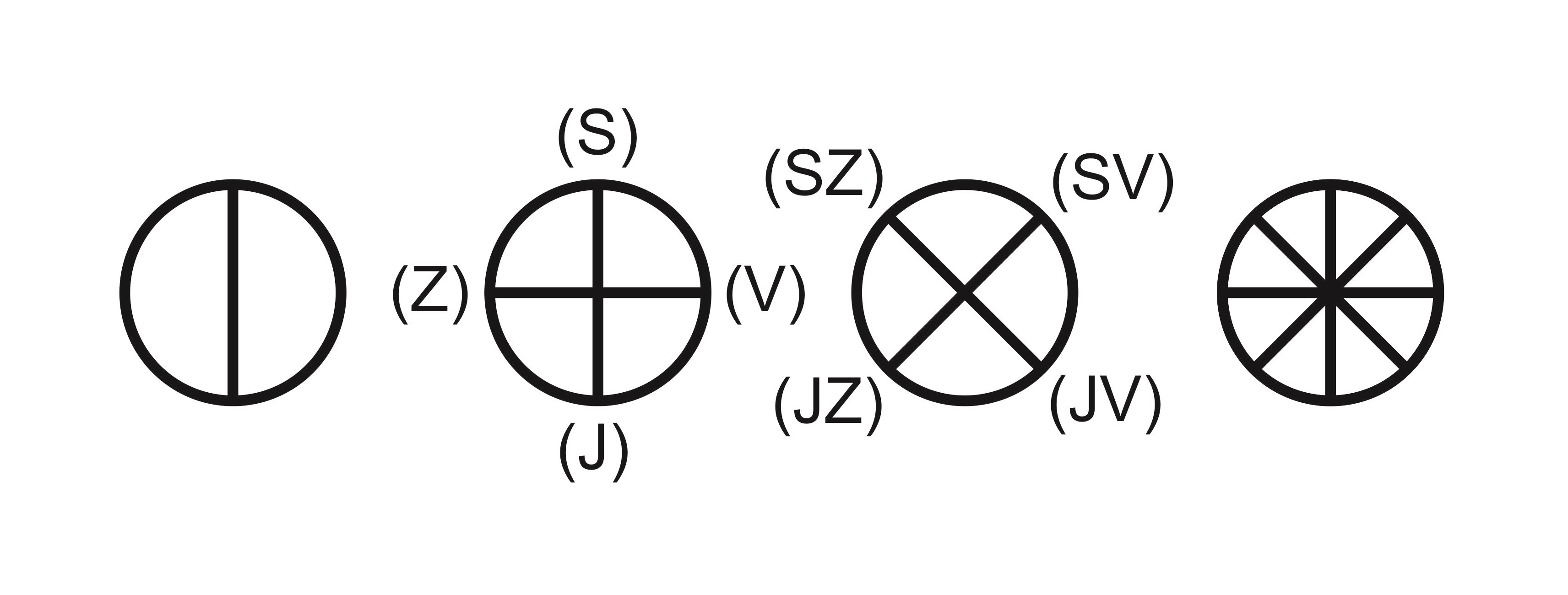
Sluneční kolo, vytvořené ze čtyř hlavních světových stran, ke kterým se přidají čtyři vedlejší světové strany, jež označují místa východu a západu Slunce při slunovratech.

V této době se začal objevovat univerzální symbol tzv. slunečního kola či slunečního kříže.
Tento symbol sestává z kruhu a dvou spojnic (vertikální a horizontální). Ty vytvářejí na kruhu čtyři body, které znázorňují jak slunovraty, tak i rovnodennosti (jarní a podzimní).
Ve spojitosti se stromem je však rovněž důležitá skutečnost, že sluneční kříž označuje čtyři hlavní světové strany (sever, jih, východ a západ). K těmto základním se poté přidají ještě čtyři vedlejší (SV, SZ, JV, JZ), které mimo jiné označují východy a západy Slunce o letním (severovýchod a severozápad) a zimním slunovratu (jihovýchod a jihozápad). Vznikne nám osmipaprskové sluneční kolo (mohou být i šesti či dvanáctipaprsková). Existovala ovšem ještě jedna možnost jak spolu spojit hlavní body tohoto kruhu roku. Na svislé hlavní ose, spojující slunovraty, pak leží několik horizontálních linek.

### Severská mytologie
V severské mytologii, pocházející od germánských kmenů, které obývaly Skandinávský poloostrov a jeho okolí, byl uctíván severský strom světa, jehož jméno bylo Yggdrasil. Byl popisován jako vždyzelený vzrostlý jasan (nebo také tis). Yggdrasil představoval obrovský, celý svět objímající strom, který se rozprostíral od podzemních říší (Helheim, Svartálfheim), skrze pozemské (Niflheim, Múspellheim, Jötunheim, Vanaheim, Midgard) až do nebeských říší (Ásgard, Álfheim) a spojoval tak všech devět světů severské kosmologie.

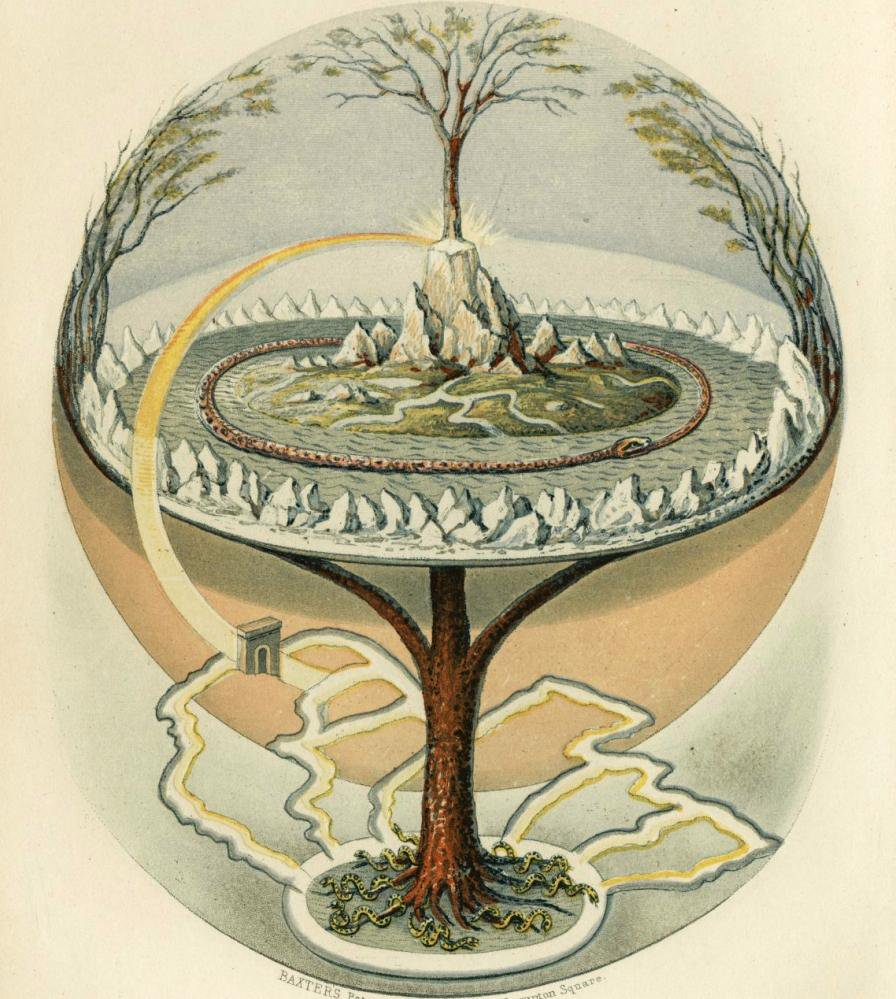
Světový strom Yggdrasil - ilustrace anglického překladu Prozaické Eddy

U jeho kořenů se nacházely tři studny (prameny), které vyživovaly strom: pramen Elivágar v Niflheimu – dvanáct ledových proudů, Mímirova studnice v Jötunheimu – zdroj veškeré moudrosti a studna Wyrd v Ásgardu, střežená trojicí norn (Urd, Verdandi a Skuld). Yggdrasil byl též obklopen několika bájnými zvířaty a stvořeními. V Midgardu se nacházel mořský had Midgardsormr, který zakousnut do svého vlastního ocasu celou říši obepínal (→ Uroboros). Kořeny Yggdrasilu v Niflheimu ustavičně neúspěšně ohryzával drak Nidhogg. Mezi další obyvatele stromu patřil i orel Vidofnir (popisován také jako kohout), který sídlil v nejvyšších větvích. Napříč stromem běhala sem a tam veverka Ratatosk, která předávala urážlivé vzkazy mezi moudrým orlem a drakem Nidhoggem, jehož se orel snažil odehnat od kořenů stromu.
S Yggdrasilem je úzce spjat především nejvyšší severský bůh Ódin, který při své obětní "jízdě" na stromu trpěl po devět dnů a nocí aby získal největší tajemství moudrosti – runy.
Ve chvíli, kdy nastane konec světa (→ Ragnarök) a dojde k poslední bitvě mezi dobrem a zlem, se v kmeni Yggdrasilu schová jeden lidský pár, jemuž bude umožněno přežít. Jeho potomci poté zalidní celý nově vzniklý svět.
Yggdrasil je mj. detailně popsán ve sbírce islandských epických mytologických a hrdinských písní z 10. století, známé jako Poetická Edda. V knihách 18. a 19. století se nacházejí nádherné a pozoruhodné ilustrace, zobrazující Yggdrasil jako všeobjímající světový strom.

### Keltská mytologie
V keltské mytologii a keltském duchovním životě se stromy rovněž těšily velké úctě. Celé keltské kmeny se pojmenovávaly po stromech, např. galské kmeny Eburoviců a Eurobonů (podle tisu – něm. eibe) a Lemoviců (podle jilmu – angl. elm, lat. ulmus). Některá města na území dnešního Spojeného království a blízkého Irska mají rovněž svá jména odvozena od názvů stromů. Město York na severu Anglie se původně jmenovalo Eboracum, tj. "místo mezi tisy" a irské město Derry má své jméno po dubu (irs. doire).
Keltové, kteří přišli v polovině 1. tisíciletí př. n. l. do Irska, jej rozdělili na pět provincií – čtyři ve tvaru čtyřpaprskového kola a pátou uprostřed. Z nejstaršího stromu na ostrově byla vzata ratolest a jeho plody byly zasazeny v těchto pěti provinciích. Později vyrostly v pět posvátných stromů Irska (Bile Tortan v hrabství Meath, Eo Mugna v hrabství Kildare, Eo Rossa v hrabství Carlow, Craeb Daithi a Bile Uisnig v hrabství Westmeath). Každý z těchto pěti stromů byl pak svou provincií vnímán jako kosmická osa světa.
Se stromy bývají spojováni především keltští kněží – druidové. Římský filosof Plinius starší se domníval, že jejich jméno pochází z řeckého slova "drys" (dub). Pronesl také, že: "Druidové nepovažují nic za posvátnější než jmelí a strom, na němž roste, je-li to dub." Společnost si poté díky těmto výrokům začala keltské duchovní spojovat především s tímto stromem. Dle pravděpodobnějších překladů (zejm. těch z irštiny) by slovo "druid" mohlo znamenat "dubvědoucí, stromvědoucí či lesvědoucí".
Druidové pro své různorodé aktivity volili především prostory posvátných hájů. Zde u Keltů se tato místa nazývala Nemeton (podle keltské bohyně Nemetony). Na těchto často odlehlých místech druidové nevykonávali pouze oběti a obřady s nimi spojené. Druidové zde, jakožto uznávaní a vážení učitelé, i vyučovali. "Vyprávělo se, že tam nazpaměť učí verše ve velkém počtu. Druidové i sami jejich žáci jsou toho názoru, že není správné to, co se naučili, přechovávat v písemné podobě." (Gaius Julius Caesar, Commentarii de bello Gallico).
Zajímavým prvkem druidského vědění je mimo jiné tzv. stromová abeceda neboli Ogham (Ogam). Původ tohoto slova je obsažen v irském manuskriptu The Book of Ballymote Archivováno 14. 1. 2020 na Wayback Machine. ze 14. století: "Nově vymyslel Ogma, muž vysoce nadaný v řeči a básnictví, ogam [...] Ogam má zvuk a materii jeho jména [...]" Ogam byl vytvořen v souladu se stromovými duchy, kteří obklopovali druidy v posvátných hájích. Abeceda však sloužila pouze ke studiu a věštění (podobně jako germánské runy), nikoliv k zapisování jejich učení (k tomu užívali řeckých písmen). Jednotlivé znaky ogamu bylo možno psát buď ve vertikální nebo horizontální linii. V případě vertikální se psalo zdola nahoru, v případě horizontální zleva doprava.

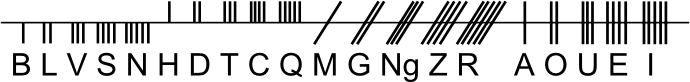
Jednotlivé znaky Ogamu (stromové abecedy) v horizontální linii. Každý znak reprezentoval jeden druh stromu nebo keře.